# 데데킨트 절단

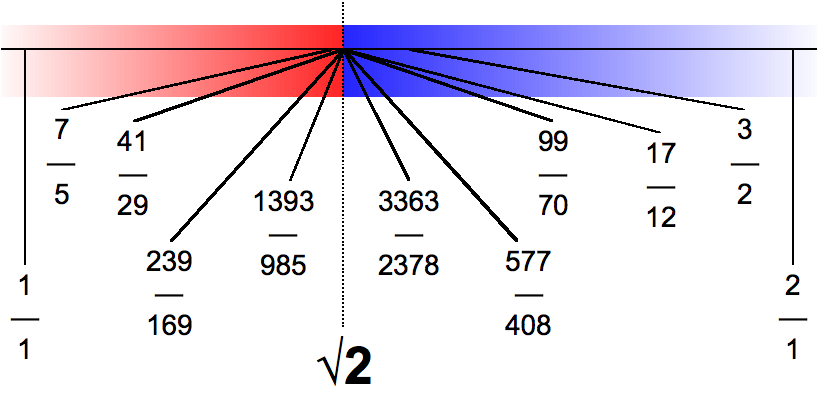
데데킨트는 절단을 사용하여 무리수 실수를 구성했다.

데데킨트 절단(Dedekind Cut)은 실수 체계의 구성에 사용되는 수학적 방법으로, 수학자 리하르트 데데킨트에 의해 고안되었다.

## 정의
유리수 전체의 집합 {\displaystyle \mathbb {Q} }를 두 부분집합 A 와 B 로 분할한 것이 다음과 같은 특성을 가진다 하자:
1. {\displaystyle A\neq \emptyset }
2. {\displaystyle A\neq \mathbb {Q} }.
3. 만약 {\displaystyle x,y\in \mathbb {Q} }, {\displaystyle x<y} 이고 {\displaystyle y\in A} 이면 {\displaystyle x\in A}. (즉, {\displaystyle A}는 아래로 닫힌 집합이다.)
4. 만약 {\displaystyle x\in A} 이면 {\displaystyle y>x} 인 {\displaystyle y\in A} 가 존재한다. (즉, {\displaystyle A}에는 최대원소가 없다.)

이러한 (A, B)를 데데킨트 절단이라 한다.
또한 여기서 1, 2번째의 조건을 완화시킴으로써 확장된 실수 체계를 얻어낼 수 있다.

## 같이 보기
- 코시 열
- 실수
- 실수의 구성
- 실수의 완비성